# Tancredi Turco
Tancredi Turco (Negrar, 3 aprile 1975) è un politico italiano.

## Biografia
Nato e vissuto da sempre a Verona, nel 1994 ha conseguito il diploma al liceo classico statale Scipione Maffei di Verona.
Nel 1999 si laurea in giurisprudenza all'Università degli Studi di Trento, con indirizzo transnazionale e una tesi in Storia delle codificazioni moderne.
Dopo due anni di praticantato presso un avvocato e due presso un notaio, decide di intraprendere la professione forense e, dopo aver superato l'esame per l'abilitazione professionale, dal 1º marzo 2004 è iscritto all'Ordine degli Avvocati di Verona dove esercita in proprio la professione, principalmente occupandosi di diritto penale, con una particolare specializzazione nel ramo militare.
Come avvocato ha affrontato casi riguardanti reati anche piuttosto gravi quali: diffamazione, reati ambientali, bancarotta fraudolenta, spaccio di stupefacenti, rapina, estorsione, sino a quelli per pedofilia, sequestro di persona, stalking, violenza sessuale e strage.
Recentemente ha seguito l'ultimo processo ancora pendente, relativo ai reati commessi dai militari tedeschi in Italia durante la loro ritirata, sul finire della seconda guerra mondiale, (eccidio di Fragheto di Casteldelci, 6 e 8 aprile 1944, in cui furono uccisi almeno 47 civili, cittadini italiani, fra cui donne, anziani e bambini inermi).
È stato iscritto alle liste dei difensori d'ufficio presso l'Ordine degli Avvocati di Verona e a tutt'oggi resta iscritto alle liste del gratuito patrocinio.
Nel corso degli anni ha sviluppato un forte interesse per la politica locale e nazionale che lo ha portato a coltivare attivamente la sua passione politica, dapprima candidandosi nelle elezioni amministrative e successivamente alle elezioni politiche del febbraio 2013.

### Deputato in Parlamento
Alle elezioni politiche del 2013 viene eletto deputato della XVII legislatura della Repubblica Italiana nella circoscrizione VII Veneto 1 per il Movimento 5 Stelle.
Dal 7 maggio 2013 è componente della seconda commissione (giustizia) mentre dal giorno successivo è membro anche del Comitato per la Legislazione.
Dal 24 luglio 2013 è componente del Comitato parlamentare per i procedimenti di accusa e dal 26 giugno 2013 è membro del Consiglio di giurisdizione.
Il 26 gennaio 2015 annuncia, assieme ad altri 8 deputati (Walter Rizzetto, Mara Mucci, Aris Prodani, Samuele Segoni, Eleonora Bechis, Marco Baldassarre, Sebastiano Barbanti, Gessica Rostellato) e il senatore Francesco Molinari, la sua fuoriuscita dal Movimento 5 Stelle, accusandolo di fare una opposizione "duramente distruttiva, becera, casinista", andando a formare il successivo 5 febbraio con Massimo Artini (espulso dal M5S) la nuova componente "Alternativa Libera" nel gruppo misto alla Camera, a cui si agrega Possibile di Pippo Civati.
Nella sua attività politica persegue il riconoscimento nell'ordinamento giuridico italiano di una più piena bigenitorialità al fine di sottolineare l'importanza della tutela dei diritti di tutte le parti, soprattutto dei minori, nelle coppie che decidono di lasciarsi.
Si è impegnato nelle battaglie per favorire l'adozione di condizioni più umane nelle sovraffollate carceri italiane, al fine di consentire che la pena detentiva per i detenuti, già di per sé punitiva, sia improntata ai fini rieducativi costituzionalmente garantiti.
Fa parte dell'Intergruppo parlamentare per la legalizzazione della cannabis, poiché convinto che una forma di regolarizzazione del consumo potrebbe conseguire un notevole risparmio di spesa per lo Stato, venendo parallelamente a togliere ingenti profitti alle organizzazioni criminali che si occupano del traffico internazionale di stupefacenti.
Durante l'attività parlamentare ha presentato 20 disegni di legge e 504 emendamenti come primo firmatario, e 88 disegni di legge e 3096 emendamenti come co-firmatario, oltre a numerose interpellanze e interrogazioni.